# Metopoceras omar
Metopoceras omar är en fjärilsart som beskrevs av Charles Oberthür 1887. Metopoceras omar ingår i släktet Metopoceras och familjen nattflyn. Inga underarter finns listade i Catalogue of Life.